# Österby en Söderby kvarn
Österby en Söderby kvarn (Zweeds: Österby och Söderby kvarn is een småort in de gemeente Nynäshamn in het landschap Södermanland en de provincie Stockholms län in Zweden. Het småort bestaat eigenlijk uit twee verschillende plaatsen: Österby en Söderby kvarn. Het småort heeft 61 inwoners (2005) en een oppervlakte van 12 hectare.